# NFL Sports Talk Football '93 Starring Joe Montana
NFL Sports Talk Football '93 Starring Joe Montana est un jeu vidéo de football américain sorti en 1992 sur Mega Drive. Le jeu a été développé par BlueSky Software et édité par Sega.